# Heiko Plank

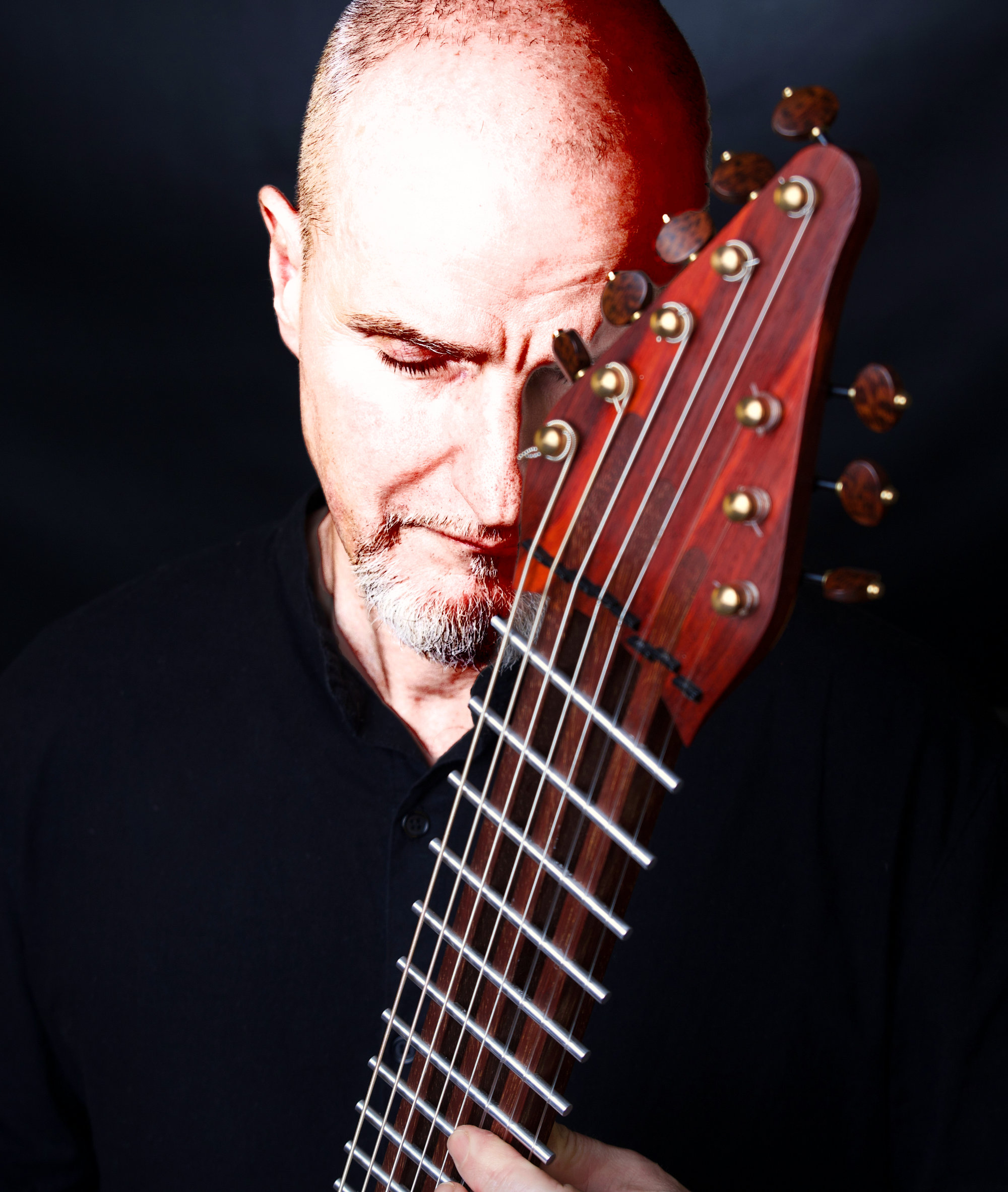
Heiko Plank mit seinem Instrument plank 2023

Heiko Plank (* 1964 in Kaiserslautern) ist ein Komponist, Improvisationsmusiker und Instrumentalist aus Deutschland und der Erfinder des elektro-akustischen Musikinstruments „plank“.

## Leben

### Jugend

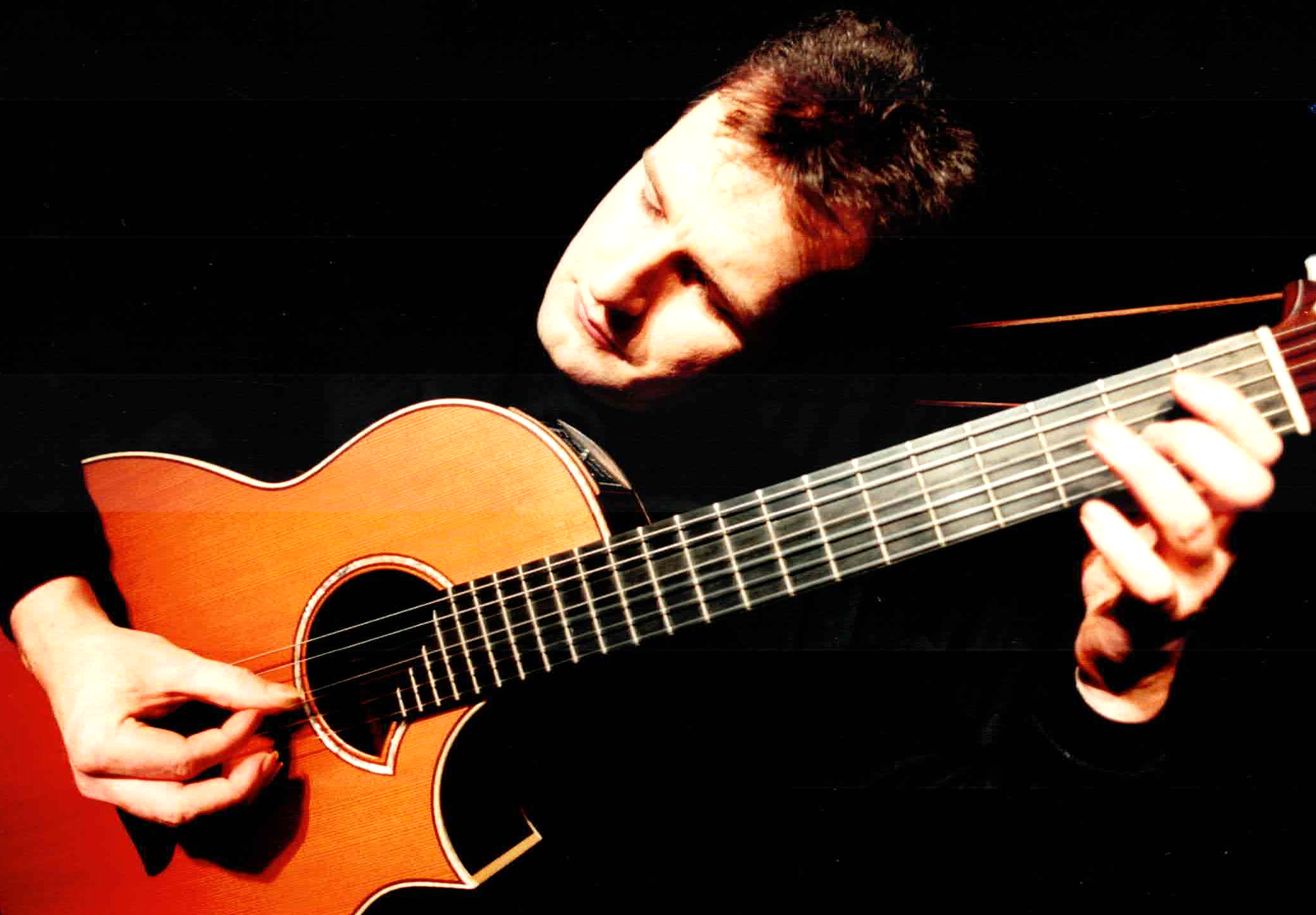
Heiko Plank 1998, Live-Konzert im Jugendzentrum Kaiserslautern

Heiko Plank entwickelte im Alter von 12 Jahren den Wunsch, Gitarrist zu werden. Drei Jahre erlernte Heiko Plank das Gitarrenspiel zunächst autodidaktisch, bevor er von Leon Kappa, dann von Wolfgang Lendle unterrichtet wurde. In dieser Zeit trat er regelmäßig solo und mit verschiedenen Bands, Sängern, Zupf- und Vokalensembles in Kaiserslautern auf. Auf Wunsch seiner Eltern absolvierte er eine Lehre als Kfz-Mechaniker und gleichzeitig ein berufsbegleitendes klassisches Studium an der Bundesakademie für musikalische Jugendbildung in Trossingen.
Nach dem Musikstudium trat Plank zunächst als Solist und in verschiedenen Duo-Formationen (Hexachord, HP2) in der Region Kaiserslautern auf (Fruchthalle, Kulturzentrum Kammgarn, Jugendzentrum Kaiserslautern). 1995 begleitete er die AZet Dance Company des Choreographen Anselmo Zolla auf eine bundesweite Tournee. 1997 gründete er mit Frank Claus das Tonstudio und Label „Acoustic Arts / AL-Tonstudios“. Mit dem Schlagzeuger Roland Weimer verband Heiko Plank 2000 bis 2010 die Duo-Kooperation Roter Stein. Von 1993 bis zu seiner Übersiedlung in den Odenwald 2014 führte er regelmäßig neue Kompositionen für das Festival „Lange Nacht der Kultur Kaiserslautern“ auf. Im Auftrag der Stadt Kaiserslautern gestaltete er 2006 und 2007 die „Gitarren Dialoge“ mit Wolfgang Lendle und David Qualey.

### Das Musikinstrument „plank“ und Komposition „Blautopf“
Parallel zu seiner künstlerischen Arbeit setzt sich Heiko Plank mit der Weiterentwicklung des Instruments Gitarre auseinander. 1995 erfand und vermarktete er den „Plankschen Gitarrenständer“. 1999 wurde er Endorser für die Gitarren von Yamaha. 2006 entwickelte Plank ein neues, ergonomisch geformtes, achtsaitiges elektro-akustisches Zupfinstrument, das er plank nannte, unter Markenschutz stellen ließ und zur Patentierung anmeldete. Es produziert einen voluminösen Klang ähnlich dem einer akustischen Gitarre, hat jedoch einen höheren Ambitus sowohl in der Tiefe als auch in der Höhe. Dies ermöglicht eine Verbindung instrumentaler Virtuosität mit Live-Elektronik, die er im Forschungsprojekt mp3-Konzertarchiv mit dem Deutschen Forschungszentrum für Künstliche Intelligenz Kaiserslautern für ein Konzert in der Fruchthalle Kaiserslautern erstmals anwendete. Sein Werk Palingenesis für plank solo und live-elektronische Klangbearbeitung präsentierte Plank erstmals auf Einladung von Llorenc Barber 2006 im Circulo di Bellas Artes in Madrid.

2007 wurde die plank in Deutschlandradio Kultur vorgestellt, sowie 2008 auf der Messe „My Music“ in Friedrichshafen. Ebenfalls 2008 wurde Heiko Plank als Zupfinstrumentenmacher in der Handwerkskammer der Pfalz eingetragen. 2014 wurde die plank für den Hauptpreis „Kunsthandwerk“ des Bezirksverbands Pfalz nominiert und 2015 präsentierte Plank sein Instrument auf der Messe „Make Rhein-Main. Bended Realities“ in Offenbach. Aktuelle Modelle der plank werden regelmäßig auf der internationalen Musikmesse Guitar Summit in Mannheim präsentiert.

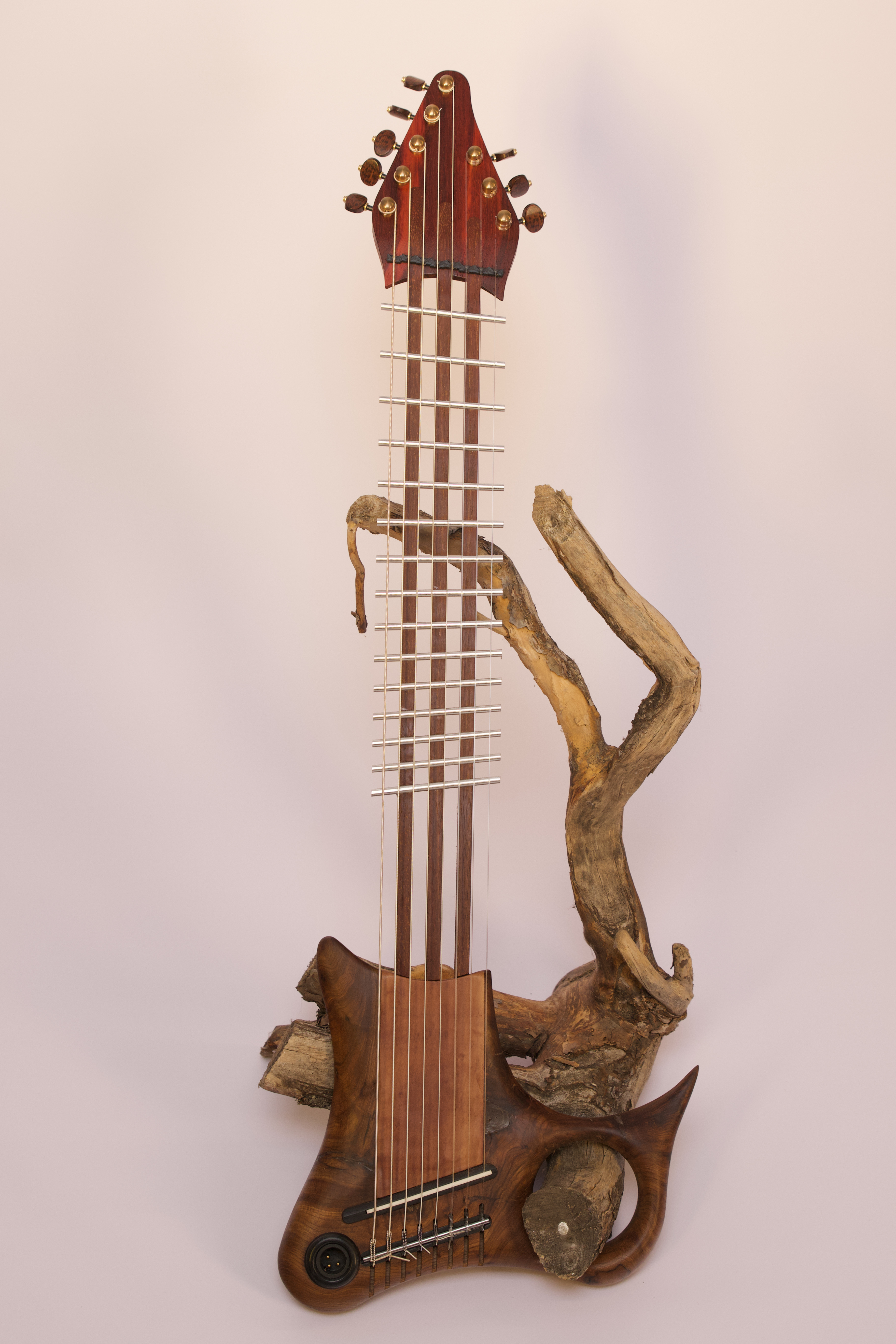
Musikinstrument plank, Modell 2022, mit Wurzelständer

Im Auftrag der Kulturstiftung des Bundes und der Villa Musica Rheinland-Pfalz vollendete Plank 2009 sein 2006 begonnenes Werk Blautopf, eine virtuelle Klangreise durch ein Tropfsteinhöhlensystem entlang des Flusses Blau, live dargeboten auf der plank mit Digital Audio Work Station. Es folgten zahlreiche Aufführungen in Süddeutschland (Kunst.Raum34 Stuttgart 2006, Stadthaus Ulm 2007, Darmstädter Gitarrentage 2008, Frühjahrstagung des Instituts für Neue Musik und Musikerziehung in Darmstadt 2011) und erste Einladungen für Solo-Performances nach Spanien (Festival „Nits d’aielo i art 2007“ in Aiello de Malferit), Wien (3raum-anatomietheater 2009) und Italien (Ancona, Festival Adriatico Mediterraneo). Gemeinsam mit den Komponisten Dieter Schnebel und Dieter Torkewitz gestaltete Heiko Plank mit seiner Komposition Blautopf die ersten „Electronic Concerts“ im ZKM / Zentrum für Kunst und Medientechnologie Karlsruhe und in der Fruchthalle Kaiserslautern 2009. 2023 entwickelte Heiko Plank zusammen mit Tobias Scheller eine neue Gitarrenmechanik für das Instrument plank, die auch im Gitarrenbau Anwendung findet, – eine Crossover-Welle für geschlossene Kopfplatten für Nylon- und Stahlsaiten namens „P-Welle“.

### Beginn der internationalen Karriere
Für den italienischen Popsänger Roberto Tardito vertonte Heiko Plank 2010 dessen Titel „Laika“. Daraufhin wurde er zu einer Konzertreise nach Italien eingeladen, wo er Giovanni Seneca, Gionni di Clemente und Roberto Zechini kennen lernte. Im Jahr 2012 folge eine erste Tournee durch Italien mit Stationen in Ancona beim Festival Adriatico Mediterraneo, Tresivio, Belforte del Chienti und bei den Festivals Arcevia Jazz Feast und Paesaggi Acustici in Garrufo bei Sant’Omero.
Zunehmende internationale Bekanntheit erlangte Heiko Plank mit seinem Werk „Drifting Waves“, einer improvisativen Infinitiv-Modulation (CD 2015). Außer zu Konzerten und Solo-Performances (2015 Festival Intramurs in Valencia, 2016 Associazione Operatori Culturali Flaminia 58 (AOC F58) in Rom, 2017 Festival Europäische Kirchenmusik in Schwäbisch Gmünd und International Guitar Festival Granada und Centro José Guerrero in Granada) wurde Heiko Plank dazu eingeladen, internationale Konzerte und Meisterkurse für Gitarristen zu geben. 2016 wurde Heiko Plank als „einer der außergewöhnlichsten Gitarristen der Welt“ von Sandor Szabo zu einer Konzertreise und einem Meisterkurs für Gitarristen nach Vác (Ungarn) und Satu Mare (Rumänien) eingeladen. 2017 folgte eine Einladung der Staatlichen Universität Wjatka zu Konzert und Meisterkurs nach Kirow (Russland). 2018 wurde Heiko Plank von Konarak Reddy zum Festival Global Guitar Gita nach Bangalore, Indien, eingeladen, um ein Konzert und einen Meisterkurs für Gitarristen zu geben.
In der Pfalz trat Heiko Plank 2014 mit Nils Petter Molvær beim Festival „Palatia Jazz“ und mit Claus Boesser-Ferrari z. B. Jetztmusik Festival in der Alten Feuerwache Mannheim auf, und 2021 mit Johannes Tonio Kreusch, 2016 mit Don Ross im Kulturzentrum „Das Haus“ in Ludwigshafen, 2017 mit Antonia Jiménez und Giovanni Seneca in der Fruchthalle Kaiserslautern oder 2019 mit Ralf Gauck auf der I’m Sound Stage der Guitar Summit Mannheim. Mit Edoardo Bignozzi und Tommi Caggiani gastierte er beim internationalen Gitarrenfestival in Bracciano, Italien, und 2021 beim Festival Ni CaJazz! in Alcandre, Spanien.

### Konzert-Lesungen
Seit 2016 bringt Heiko Plank seine Musik improvisativ in Kooperationen mit Poetinnen und Poeten ein, sodass „Konzert-Lesungen“ entstehen, 2016 mit der Poetin Mónica Francés und dem Jazzpianisten Jesús Hernández in Monachil in Spanien und bei den Heidelberger Literaturtagen, 2019 mit Ralph Dutli in der Literarischen Gesellschaft Karlsruhe / Museum für Literatur und 2021 mit Urs Heftrich in artes liberales – Universitas in Heidelberg.

### Künstlerisches Schaffen in der Corona-Zeit
Während der Corona-Pandemie konnte Heiko Plank nicht als Live-Performer auftreten und widmete sich dem Komponieren. Es entstand das Werk „Parallax – Accuso Deum“ für plank und Orchester, wobei Plank im Studio sämtliche Instrumente selbst einspielte oder einzelne Instrumentalstimmen digital selbst intonierte.
In der Endphase der Corona-Pandemie gründete Heiko Plank in seiner Heimatregion im Odenwald in Ergänzung der von ihm ins Leben gerufenen „Hirschhorner Gitarrennacht“ (2016 und 2020) das Live-Musik-Festival „Kohü-Open“ (2021) für regionale Künstler aller Sparten.
„Drifting Waves“ brachte Heiko Plank am 6. Juli 2023 bei den Konzerten der Stadt Walldorf erstmals wieder zu Gehör. Am 23. Oktober 2023 wurde sein Werk „Parallax – Accuso Deum“ in einer Solo-Version für plank in der Heiliggeistkirche in Heidelberg uraufgeführt.

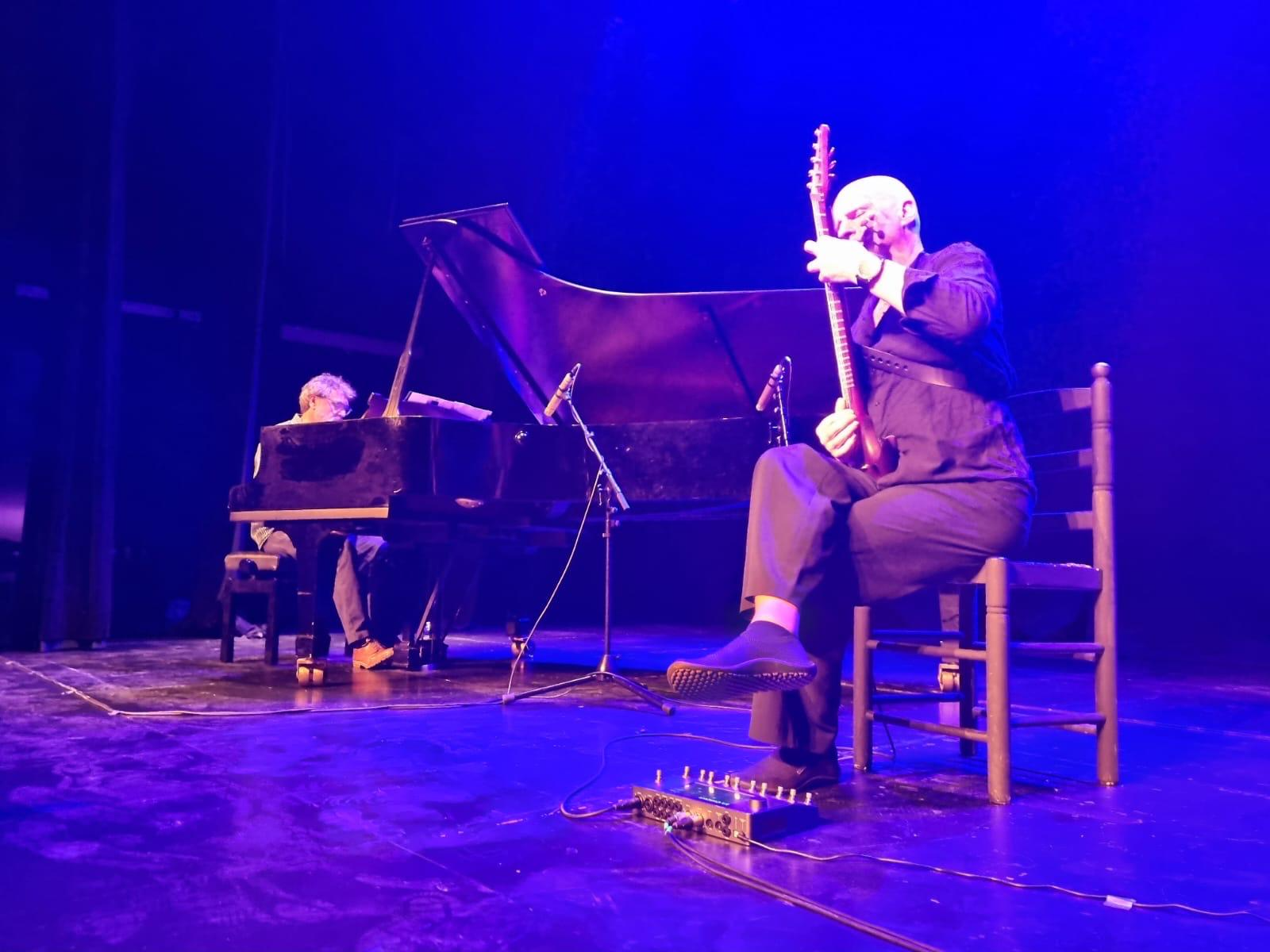
Heiko Plank and Jesús Hernandez: „Jesús + Plank“

### Jazz n´ Duende
Mit dem Flamenco-Jazzpianisten Jesús Hernandez aus Granada gründete Heiko Plank 2016 das Duo „Jesus & plank“, das Jazz mit Flamenco-, Barockmusik-Improvisationen und experimenteller zeitgenössischer Musik verbindet. „Jesús & plank“ gastierten auf Einladung am 19. Juli 2024 beim VIII. International Granada Guitar Festival Antonio Marín.

## Diskographie – Solo CDs
- Parallax – Accuso deum. Die plank im Dialog mit Orchester (2020 / 2021), AL-Tonstudios 2021 (LC 10557)
- Drifting Waves (2015)
- Stilleben „Fisch auf Sauerkraut“ (2012), AL-Tonstudios 2012 (LC 10557)
- Palingenesis für Hybridgitarre solo (2006)
- Heiko Plank Solo (1998)
- Handgemacht (1994), FLH-Studio Carlsberg

## Kompositionen (Auswahl)
- Sawubona (2023), Musik: Heiko Plank; Text: Andrea Edel, ISWC T3224690379
- Parallax – Accuso Deum (2021), ISWC T3069140503, veröffentlicht auf der CD Parallax – Accuso deum. Die plank im Dialog mit Orchester (2020 / 2021), AL-Tonstudios 2021 (LC 10557)
- Drifting Waves (2015), ISWC T8036713119, veröffentlicht auf CD 2015
- Blautopf (2009), ISWC T8024657168, veröffentlicht auf der CD Stilleben „Fisch auf Sauerkraut“, AL-Tonstudios 2012
- Zeitreise (1994), ISWC T8004035397, veröffentlicht auf der CD Handgemacht, FLH-Studio Carlsberg 1994